# Verruca gibbosa
Verruca gibbosa är en kräftdjursart som beskrevs av Hoek 1883. Verruca gibbosa ingår i släktet Verruca och familjen Verrucidae. Inga underarter finns listade i Catalogue of Life.